# Кедрин, Евгений Иванович
Евгений Иванович Кедрин (1851, Херсон — 1921, Париж) — русский адвокат и политический деятель.

## Биография
Происходил из дворян. В 1868 году окончил 7-ю Санкт-Петербургскую гимназию, в 1872 году — юридический факультет Санкт-Петербургского университета со степенью кандидата прав. Вступил в корпорацию присяжных поверенных Санкт-Петербургского округа в качестве помощника присяжного поверенного. Через пять лет стал присяжным поверенным.
Выступал защитником во многих политических процессах. На процессе 193-х защищал А. В. Якимову. По делу 1 марта 1881 года защищал С. Л. Перовскую. В 1882 году на «процессе 20-ти» защищал народовольца А. Д. Михайлова. На «процессе 17-ти» защищал А. В. Буцевича и Я. В. Стефановича. Был тесно связан с народовольцами, регулярно передавал письма от заключённых революционеров на волю.
В 1889 году был избран гласным Санкт-Петербургской городской думы. Оставался им в течение многих лет. Входил в ряд городских комиссий и подкомиссий. Выступал с разоблачениями злоупотреблений городской управы при закупках муки для петербургского населения во время голода в 1892 году (так называемое Пухертовское дело), по передаче подряда на постройку Троицкого моста французскому обществу Батиньоль. По постановлению гласных дважды подвергался остракизму из думы.
8 января 1905 года участвовал в депутации из десяти человек (Максим Горький, А. В. Пешехонов, Н. Ф. Анненский, И. В. Гессен, В. А. Мякотин, В. И. Семевский, К. К. Арсеньев, Е. И. Кедрин, Н. И. Кареев и рабочий-гапоновец Д. Кузин), явившейся к министру внутренних дел П. Д. Святополку-Мирскому с требованием отмены некоторых предпринимаемых военных мер. Святополк-Мирский отказался принять эту депутацию. Тогда депутация явилась на приём к С. Ю. Витте, убеждая его принять меры, чтобы царь явился к рабочим и принял гапоновскую петицию. Витте отказался, ответив, что он совсем не знает этого дела и что оно до него совсем не касается. После событий 9 января 1905 года Кедрина, как неблагонадежного, подвергли двухмесячному заточению в Петропавловской крепости.
Один из основателей Партии народной свободы, входил в её Центральный комитет. Был избран от Петербурга в Государственную думу I созыва. Подписал Выборгское воззвание 10 июля 1906 года в Выборге. За подписание Выборгского воззвания был приговорен к 3 месяцам тюрьмы, которые и отбыл, после чего признан потерявшим право участия в городской думе и земстве.
В 1912—1916 присяжный стряпчий при Санкт-Петербургском коммерческом суде.
После Октябрьской революции 1917 года, в январе 1919 эмигрировал в Финляндию. Не был включен в состав русского политического совещания при генерале Н. Н. Юдениче, но позднее вошел в состав сформированного англичанами Северо-Западного правительства, где был министром юстиции.
С 1920 года в эмиграции в Париже. Член парижского комитета Партии народной свободы. С 1920 года член Союза русских адвокатов за границей.
Умер в Париже в 1921 году от болезни сердца. Похоронен на кладбище Батиньоль.

## Масонство
15 июня 1905 года посвящён в парижской ложе «Реформаторы» (Les Renovateurs) Великого востока Франции. В 1906—1908 годах — член московской масонской ложи «Возрождение» (член-основатель ложи) и петербургской ложи «Полярная звезда», принадлежавших Великому востоку Франции. Член капитула «Астрея» (18 градус). В эмиграции, в 1919—1921 годах, член ложи «Реформаторы».